# Lessebo (gemeente)
Lessebo is een Zweedse gemeente in de provincie Kronobergs län. Ze heeft een totale oppervlakte van 458,5 km² en telde 8198 inwoners in 2004.

## Plaatsen
| Plaats     | Inwoneraantal |
| ---------- | ------------- |
| Hovmantorp | 3 001         |
| Lessebo    | 2 623         |
| Kosta      | 941           |
| Skruv      | 516           |